# Josef Issels
Joseph Issels (21 novembre 1907 – 11 février 1998) est un médecin allemand connu pour avoir promu un régime de thérapie de cancer alternatif et très contesté, le traitement Issels. Il a revendiqué guérir les cancéreux que l'on avait déclarés incurables par des traitements du cancer conventionnels.

## Controverse
De son vivant, ses méthodes étaient très controversées. En 1961, il a été accusé par le Conseil médical de Bavière de fraude et d’homicide pour la mort de patients à sa charge à qui il avait  promis des remèdes au cancer frauduleux, et qui avaient refusé le traitement standard. Tout d'abord condamné, il fut finalement blanchi en raison du fait qu’il croyait réellement en sa thérapie. L'efficacité de cette dernière n'a pas été prouvée et on considère aujourd’hui le traitement Issels comme inefficace contre le cancer.
Il est connu pour avoir prolongé, au prix de dures souffrances, la vie de Bob Marley lorsque celui-ci, touché par 5 tumeurs, était venu se faire soigner en Bavière. Une autre de ses patientes, l'athlète olympique britannique Lillian Board, meurt peu après avoir commencé le traitement dans la clinique d'Issels dans les montagnes bavaroises pour un cancer du tube digestif à l'âge de 22 ans.